# Wasabi Records
A Wasabi Records francia független lemezkiadó, a Kazé (és így a Viz Media Europe) leányvállalata volt. 

## Története
2005-ben alapította Cédric Littardi, elsősorban az anyacég által kiadott animékkel kapcsolatos japán előadók lemezeit jelentetik meg az Európai Unió több tagországában. A cég a német Anime Virtual kiadóval közösen számos J-pop koncertet szervezett Európában.

## Előadói
- Arai Akino
- Cucsija Anna
- Back-On
- Flow
- Vakesima Kanon
- Kanon×Kanon
- Kokia
- Move
- Olivia Lufkin
- Puffy AmiYumi
- Scandal
- Virgin Princesse